# Юнаска

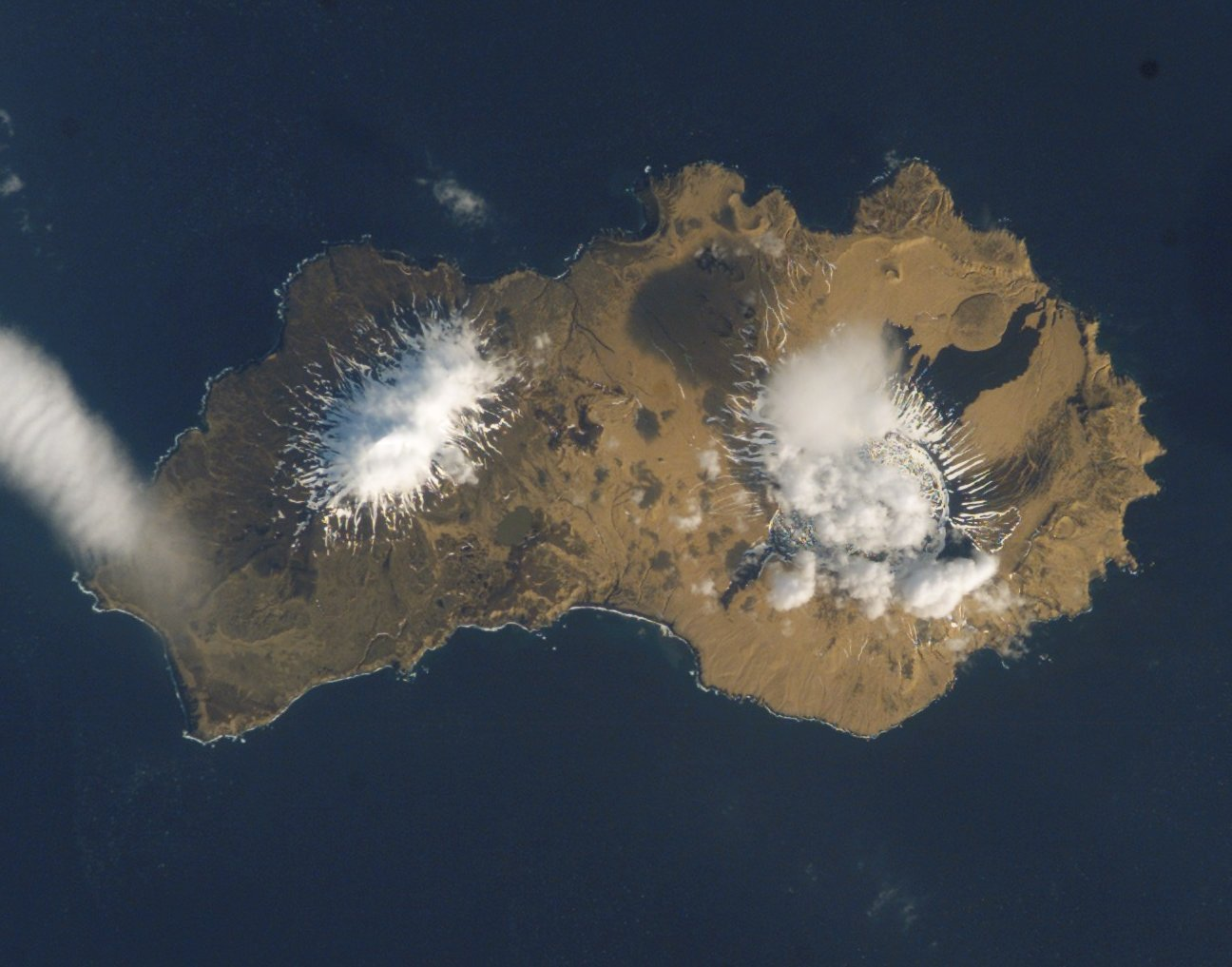
острів Юнаска

Вулкан Юнаска — щитовий вулкан, що знаходиться на острові Юнаска, який належить до Алеутських островів (США). Висота вулкану складає 550 м. Останнє виверження відбулося у 1937 р.